# Ilmari Weneskoski

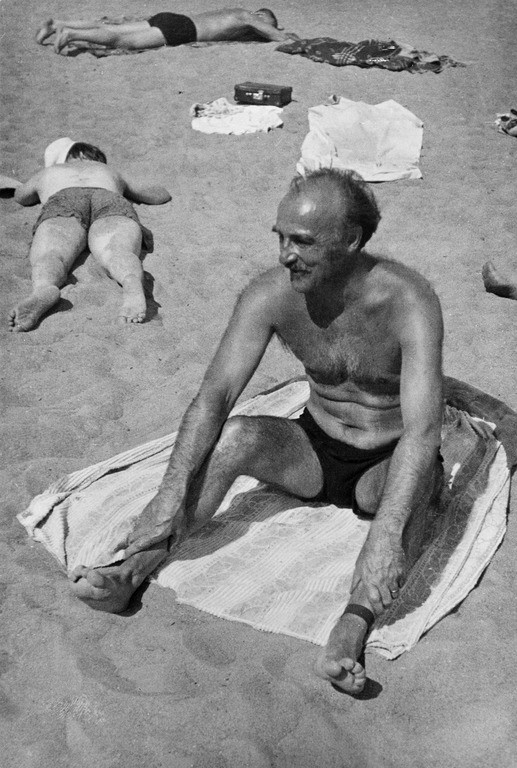
Ilmari Weneskoski in den frühen 1930er-Jahren

Ilmari Wäinö Ludvig Weneskoski (* 2. Oktober 1882 in Tampere; † 8. Februar 1976 in Helsinki) war ein finnischer Geiger, Dirigent und Musikpädagoge.
Weneskoski studierte an der Musikschule von Helsinki, an der Schola Cantorum in Paris und 1910 am Konservatorium in Leipzig. 1917 gründete er die Musikschule in Tampere, die er bis 1924 leitete. Von 1927 bis 1979 unterrichtete er Violine am Konservatorium von Helsinki. Eine seiner Schülerinnen war die Geigerin Anja Ignatius. Daneben leitete er Orchester in Heinola, Helsinki, Tampere, Viipuri und Oulou. Weneskoski war mit der Pianistin Gerda Weneskoski verheiratet, mit der er auch Konzerte gab. Ihr Sohn Jorma Weneskoski wurde als Jazzkontrabassist bekannt.